# Silke Hörner
Silke Hörner (Lipsia, 12 settembre 1965) è un'ex nuotatrice tedesca.
Specializzata nella rana, ha vinto due medaglie d'oro e una di bronzo ai Giochi olimpici di Seul 1988.

## Palmarès
- Giochi olimpici

Seul 1988: oro nei 200m rana e nella staffetta 4x100m misti, bronzo nei 100m rana.
- Europei

1985 - Sofia: argento nei 100m rana e bronzo nei 200m rana.
1987 - Strasburgo: oro nei 100m e 200m rana e nella staffetta 4x100m misti.